# Alien Costume Saga
«Alien Costume Saga» (с англ. — «Сага о костюме-пришельце») — сюжетная арка, написанная Томом ДеФалко. Включает выпуски комиксов The Amazing Spider-Man #252-263, The Spectacular Spider-Man #90-100, Marvel Team-Up #141-150 и Web of Spider-Man #1 (май 1984 — апрель 1985).

## Сюжет
После Секретных войн Человек-паук возвращается на Землю из мира Битвы в чёрном костюме. Он обнаруживает, что чёрный костюм создаёт собственную паутину и может маскироваться под уличную одежду в соответствии с его мысленными командами. Тем временем босс мафии Роуз заказывает убийство футболиста Рэя Нестерса. Человек-паук останавливает приспешников Роуза, а затем совершает налёт на склад Роуза, в результате чего Роуз нанимает Пуму, чтобы убить Человека-паука. Они дерутся, и Человек-паук получает ранение, когда защищает прохожих от обломков. Пума решает не продолжать бой, пока Человек-паук не выздоровеет. Позже девушка Питера Паркера, Мэри Джейн Уотсон, рассказывает, что уже много лет знает о его двойной жизни в качестве Человека-паука. Этой ночью на Человека-паука надевают чёрный костюм и отправляют его на тренировку, пока он продолжает спать. Во время прогулки Питеру снится кошмар, в котором его старый костюм борется с новым. Когда он просыпается, Человек-паук понимает, что чёрный костюм делает его усталым.
Человек-паук обращается за помощью к Мистеру Фантастику, и тесты показывают, что костюм — это живой симбиот, который ментально и физически связан с Человеком-пауком и чувствителен к звуку. Когда симбиот пытается привиться к телу Человека-паука навсегда, Мистер Фантастик удаляет его из тела Человека-паука с помощью звукового бластера и запирает в камере. Тем временем Роуз нанимает Хобгоблина для нападения на корпорацию Озборнов, и Человек-паук надевает свой старый красно-синий костюм, чтобы остановить его. Во время боя симбиот сбегает из камеры и возвращается в квартиру Человека-паука. Он маскируется таким образом, что Человек-паук снова надевает костюм, а затем пытается взять его под контроль. Сражаясь со Стервятником, Человек-паук добирается до церковной колокольни, где использует звук колоколов, чтобы освободиться. Симбиот убегает от громких звуков, и Человек-паук считает, что он уничтожен.

### Последствия
В Spectacular Spider-Man #99 Человек-паук начинает носить матерчатую версию чёрного костюма, который ему подарила Чёрная кошка. Но в The Amazing Spider-Man #298-300 было показано, что симбиот выживает и остаётся в церкви, пока не связывается с репортёром Daily Globe Эдди Броком, который винит Человека-паука в крахе своей карьеры и становится Веномом, чтобы отомстить Человеку-пауку. После победы над Веномом Человек-паук официально возвращается к своему первоначальному красно-синему костюму.

## Хронология чтения
- The Amazing Spider-Man #252
- Peter Parker, The Spectacular Spider-Man #90
- Marvel Team-Up #141
- The Amazing Spider-Man #253
- Peter Parker, The Spectacular Spider-Man #91
- The Amazing Spider-Man #254
- Peter Parker, The Spectacular Spider-Man #92
- Marvel Team-Up #142—143
- The Amazing Spider-Man #255
- Marvel Team-Up Annual #7
- Peter Parker, The Spectacular Spider-Man #93
- Marvel Team-Up #144
- Peter Parker, The Spectacular Spider-Man #94—95
- Marvel Team-Up #145
- The Amazing Spider-Man #256—258
- Marvel Team-Up #146
- Peter Parker, The Spectacular Spider-Man Annual #4
- Peter Parker, The Spectacular Spider-Man #96—97
- Marvel Team-Up #147—148
- The Amazing Spider-Man #259—261
- Peter Parker, The Spectacular Spider-Man #98
- Marvel Team-Up #149
- The Amazing Spider-Man #262
- Peter Parker, The Spectacular Spider-Man #99
- Marvel Team-Up #150
- The Amazing Spider-Man #263
- Peter Parker, The Spectacular Spider-Man #100
- Web of Spider-Man #1

## Создание арки
Идея нового костюма для Человека-паука, который впоследствии станет персонажем Веномом, была придумана читателем Marvel Comics из Нориджа, штат Иллинойс, по имени Рэнди Шуэллер. Marvel приобрела эту идею за $220 после того, как в 1982 году главный редактор журнала Джим Шутер отправил Шуэллеру письмо с подтверждением желания Marvel приобрести у него эту идею. Затем дизайн Шуллера был изменён Майком Зеком и стал костюмом Симбиота.
Шутер придумал идею перевести Человека-паука на чёрно-белый костюм, возможно, под влиянием предполагаемого дизайна костюма для новой Женщины-паука, а художники Майк Зек и Рик Леонарди, а также другие, разработали дизайн чёрно-белого костюма. Писатель/художник Джон Бирн заявил на своём сайте, что идея костюма из самовосстанавливающегося биологического материала возникла у него, когда он был художником Железного кулака, чтобы объяснить, как костюм этого персонажа постоянно рвался, а затем, очевидно, восстанавливался к следующему выпуску, объяснив, что в итоге он не использовал эту идею в том выпуске, но Роджер Стерн позже спросил его, может ли он использовать эту идею для инопланетного костюма Человека-паука. Стерн, в свою очередь, набросал номер, в котором костюм впервые появился, но затем покинул титул. Именно писатель Том ДеФалко и художник Рон Френз установили, что костюм был разумным инопланетным существом, а также что он был уязвим для высокой звуковой энергии во время работы над The Amazing Spider-Man.
Серьёзно изучив цифры продаж Marvel Team-Up, редакция Marvel обнаружила, что продажи резко возрастали или падали с каждым выпуском в зависимости исключительно от популярности созвезды этого выпуска. Принимая это во внимание, главный редактор Marvel Джим Шутер пришёл к выводу, что было бы более разумно выпустить ещё одну сольную серию о Человеке-пауке с приглашёнными звёздами, появляющимися, когда этого требовал сюжет или рекламные нужды, а не серию о команде, которая неестественно навязывает приглашённых звёзд. Серия закончилась на выпуске #150 (февраль 1985 г.) и была заменена Web of Spider-Man.
Web of Spider-Man была запущена в апреле 1985 года выпуском, датированным обложкой, автором которого был Луиз Симонсон, а карандашом — Грег Ларокк. В нём рассказывалось о возвращении инопланетного чёрного костюма Человека-паука, который попытался воссоединиться с Питером Паркером. Питеру удалось вновь избавиться от костюма с помощью церковных колоколов, после чего инопланетянин, предположительно, умер. В первом выпуске была представлена обложка, нарисованная художником Чарльзом Вессом.

## Вне комиксов

### Телевидение
- «Alien Costume Saga» была показана и адаптирована в 1 сезоне 8—10 эпизодах мультсериала «Человек-паук» (1994). Различия в сюжете заключаются в том, что симбиот прибыл из Прометея Икс, а не из Боевого мира, как в комиксе «Секретные войны». Симбиот также придал Человеку-пауку более агрессивный настрой, вместо того чтобы сделать его уставшим и истощённым, что стало первым официальным медиа с таким подходом к симбионту. Вместо Мистера Фантастика, как в комиксе, Человек-паук обратился за помощью к Курту Коннорсу.
- В мультсериале «Новые приключения Человека-паука» (2008) содержатся элементы из «Alien Costume Saga» в трёх эпизодах: «Новый имидж», «Групповая терапия» и «Интервенция». Симбиот делает Питера Паркера уставшим и истощённым и, как в мультфильме 90-х годов, делает его более агрессивным. Симбиот проникает в Паркера, пока тот спит, и сражается со Зловещей шестёркой. Как и в Web of Spider-Man #1, Паркер использует церковный колокол, чтобы заставить симбиота покинуть его.

### Кино
Сюжетная арка была слабо адаптирована в фильме «Человек-паук 3: Враг в отражении» (2007). В Центральном парке падает метеорит, и внеземной симбиот следует за Питером Паркером в его квартиру. Пока Питер спит в своём костюме Человека-паука, симбиот соединяется с его костюмом. Проснувшись, Питер обнаруживает, что его костюм изменился, а его силы усилились, однако симбиот пробуждает тёмную сторону Питера. Случайно напав на Мэри Джейн Уотсон в ночном клубе, Питер понимает, что симбиот развращает его. Отступив на церковную башню, он обнаруживает, что не может снять костюм, но симбиот ослабевает, когда звонит колокол. Питер избавляется от симбиота, и тот соединяется с Эдди Броком, превращая его в Венома. Во время битвы с Песочным человеком и Веномом, приведшей к событиям, в которых Гарри Озборн был ранен собственным глайдером, Питер использует тыквенную бомбу, убивая и симбиота, и Брока.